# Bildstock (Bad Kissingen, Balthasar-Neumann-Promenade)

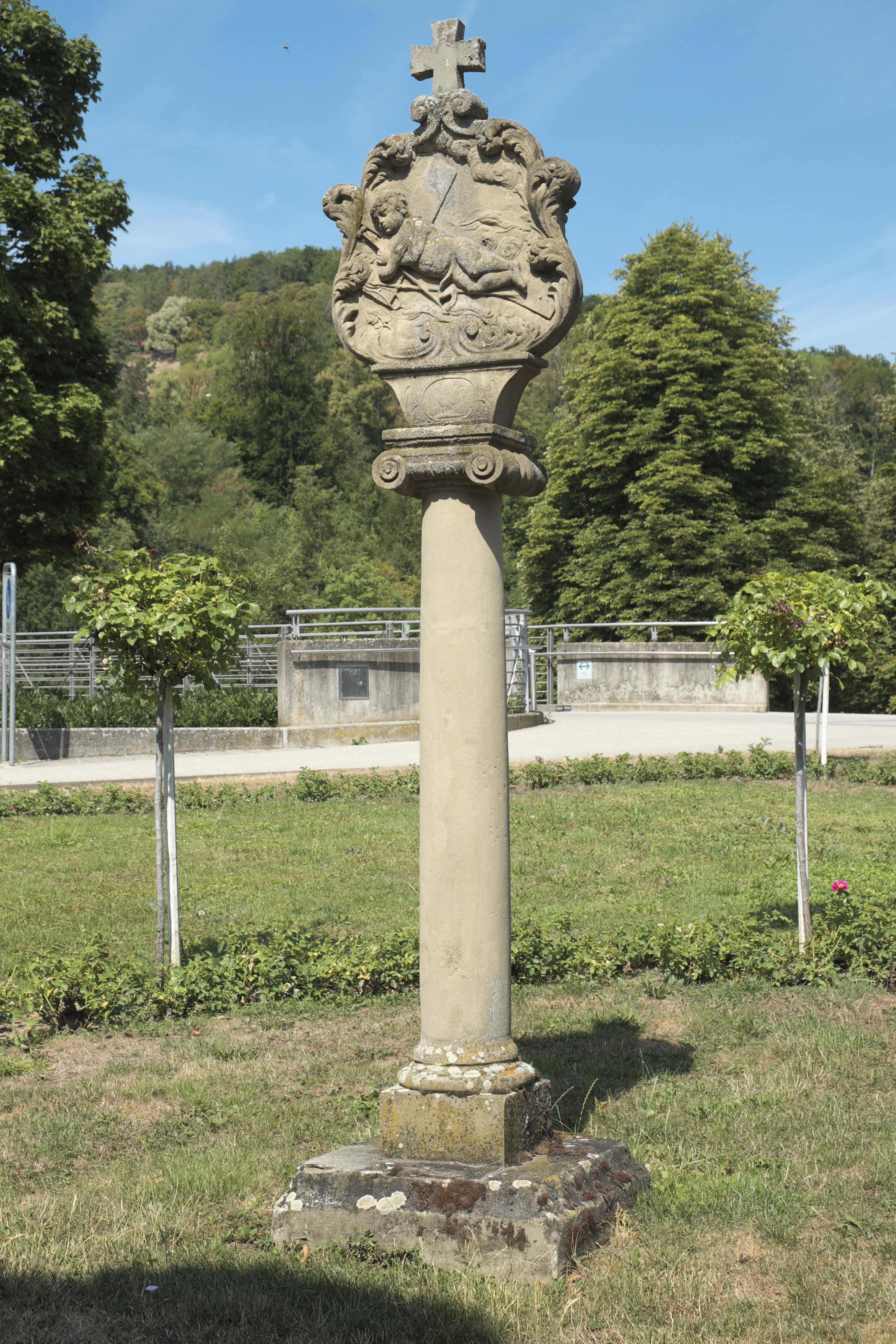
Bildstock, Bad Kissingen, Balthasar-Neumann-Promenade

Der Bildstock an der Balthasar-Neumann-Promenade ist ein Flurdenkmal in Bad Kissingen, der Großen Kreisstadt des unterfränkischen Landkreises Bad Kissingen. Er gehört zu den Bad Kissinger Baudenkmälern und ist unter der Nummer D-6-72-114-120 in der Bayerischen Denkmalliste registriert.

## Beschreibung
Der Bildstock besteht aus Sandstein und entstand im Jahr 1725.
Die Sockelplatte ist quadratisch und 12 cm hoch. Auf der Sockelplatte steht die Rundsäule, die mit der würfeligen Basis, den profilierten Ringwülsten und dem ionisierenden Kapitell eine Höhe von insgesamt 172 cm hat. Die 80 cm hohe Aufsatztafel wird von Akanthusblattwerk umrahmt und von einem 20 cm großen Kreuzchen bekrönt. Das Verbindungsstück zwischen Aufsatztafel und Rundsäule trägt auf einer Seite die Jahreszahl 1725 und auf der anderen Seite in einem Medallion das Relief eines Hahnes. Das Motiv des Hahnes findet sich auf mehreren Flurdenkmälern im Kissinger Raum sowie am Friedhofskreuz des Kapellenfriedhofs zusammen mit den Initialen „SH“. Laut den Recherchearbeiten von Heimatforscher Walter Mahr handelt es sich hierbei um den Geistlichen Simon Peter Han, der in Geldersheim gewirkt und in seiner Vaterstadt Kissingen viele Stiftungen getätigt hat.
Auf dem Bildstock sind seltene und zeitgebundene Motive dargestellt: Die Vorderseite zeigt das schlafende Jesuskind mit Dornenkrone auf dem Kreuz mit einigen Leidenswerkzeugen als Beigabe, während die Rückseite die Maria Immaculata zeigt, deren Herz von einem Schwert durchbohrt wird.